# Фогельсон, Виктор Сергеевич
Виктор Сергеевич Фогельсон (1932 — 14 июня 1994) — старший редактор отдела поэзии издательства «Советский писатель», составитель и редактор сборников стихов «День поэзии».

## Биография
Виктор Фогельсон родился в 1933 году в семье инженера, начальника Всесоюзного треста «Гидромеханизация» при Министерстве электростанций СССР Сергея Борисовича Фогельсона (18 августа 1911, Нанси - 22 октября 1960, Москва), лауреата Сталинской премии, племянника видного кардиолога Л. И. Фогельсона.
Был редактором многих известных поэтических книжек. Среди авторов — Булат Окуджава, Варлам Шаламов, Давид Самойлов, Анна Ахматова, Виктор Некрасов, Борис Слуцкий, Римма Казакова, Владимир Высоцкий. Многие поэты готовы были ждать, чтобы их стихами занялся Фогельсон.

За 30 с лишним лет он [Виктор Фогельсон] раскрутил почти всех ныне известных поэтов уникальной эпохи советского поэтического бума, когда поэт мог собрать стадионы.

Булат Окуджава написал про него одну из своих песен («Витя, сыграй на гитаре…») с персональным посвящением «В. Фогельсону».
Писатель Юлий Крелин так характеризовал вклад Фогельсона в поэзию:

Ведь все лучшие книги поэтов на протяжении тридцати с лишним лет, все «Дни поэзии» — его рук дело.

Был редактором всех пяти прижизненных сборников стихов Варлама Шаламова, включая «Московские облака» (1972).
В процессе издания стихов зачастую Фогельсон вмешивался в текст произведения авторов (особенно если это помогало «продвинуть» стихи). Александр Городницкий рассказывает, что из-за вмешательства Фогельсона он заменил в песне «Пасынки России» художника Левитана на скульптора Монферрана.
Умер 14 июня 1994 года в Москве. Похоронен на Ваганьковском кладбище, позже рядом была похоронена жена.

## Семья
Жена — Лилия Толмачёва, актриса театра «Современник».